# Люлье, Леонтий Яковлевич
Леонтий Яковлевич Люлье (1803 или 1805 — 29 декабря 1862 (10 января 1863)) — российский этнограф, кавказовед, с 1834 года находился на службе при Вельяминове А.А. в качестве дипломатического чиновника, будучи автором нескольких книг о горских народах Кавказа, предпринял первую попытку стандартизации адыгейского алфавита на основе кириллицы.

## Биография
Родился в 1803 или 1805 году. Происходил «из французских граждан, принявших присягу на подданство России». На российскую службу был принят 10 ноября 1822 года — был до 22 марта 1824 года переводчиком в Керченском портовом центральном карантине. С 6 мая 1824 года был определён в штат попечителя торговли с черкесами абазинцами; с 1 марта 1825 года — комиссар в Черкессии. С 18 июля 1828 года находился в Анапе.
Был переведён 2 апреля 1832 года в штаб начальника Кавказской области; 25 мая 1837 года за отличие во многих делах против горцев был награждён чином коллежского асессора. С 30 апреля 1838 года — Чиновник по особым поручениям при Керчь-Еникальском градоначальнике по части Феодосийского градоначальства.
Замещал директора Керченского музея древностей А. Б. Ашика с 29 апреля 1842 по 7 июня 1843 года, когда был причислен к Военному министерству с назначением чиновником по особым поручениям при начальнике Черноморской береговой линии; с 16 августа 1846 года — надворный советник со старшинством со дня причисления к Военному ведомству.
Был действительным членом Кавказского отдела Императорского Русского географического общества; имел награды: орден Св. Анны 3-й степени и знак отличия беспорочной службы за XX лет (22.08.1849).
Умер 29 декабря 1862 (10 января 1863) года.

## Основные работы
- Черкесский лексикон с краткою грамматикою. — Одесса, 1845 (за этот словарь был отмечен бриллиантовым перстнем 15 апреля 1846 года)
- О торговле с горскими племенами на Кавказе на с.-.в. берегу Чёрного моря. — 1842.
- Общий взгляд на страны, занимаемые горскими народами: Черкесами, Абхазцами и другими смежными с ними.
- О натухажцах, Шапсугах и Абадзехах[3].
- Верования, религиозные обряды и предрассудки у Черкес.